# イオネル・ペルレア
イオネル・ペルレア(Ionel Perlea、1900年12月13日 - 1970年7月29日）は、ルーマニア生まれの指揮者。名前については、ジョネル・ペルレア(Jonel Perlea)と表記されることも多い。

## 経歴
1900年、オグラタ生まれ。1918年にドイツに留学し、ミュンヘンでアントン・ビーア＝ヴァルブリュンに作曲を学んだあと、ライプツィヒ音楽院でパウル・グレーナーとオットー・ローゼの薫陶を受けた。1922年にライプツィヒの歌劇場のコレペティトゥーアを務めた後、1924年にロストックの歌劇場に移り、1927年にはクルージュ＝ナポカの歌劇場の指揮者として帰国した。1928年にはブカレスト歌劇場の首席指揮者となり、その翌年にはそこの音楽監督となり、1944年まで務めた。
1947年からミラノのスカラ座に客演するようになり、1950年からはメトロポリタン歌劇場にも登場するようになった。1952年からマンハッタン音楽学校で教鞭をとるようになったものの、1957年には心臓発作と脳卒中に倒れ、以後は左手だけで指揮するようになった。
1970年にニューヨークで死去。